# Peter Friedrich (Politiker, 1972)

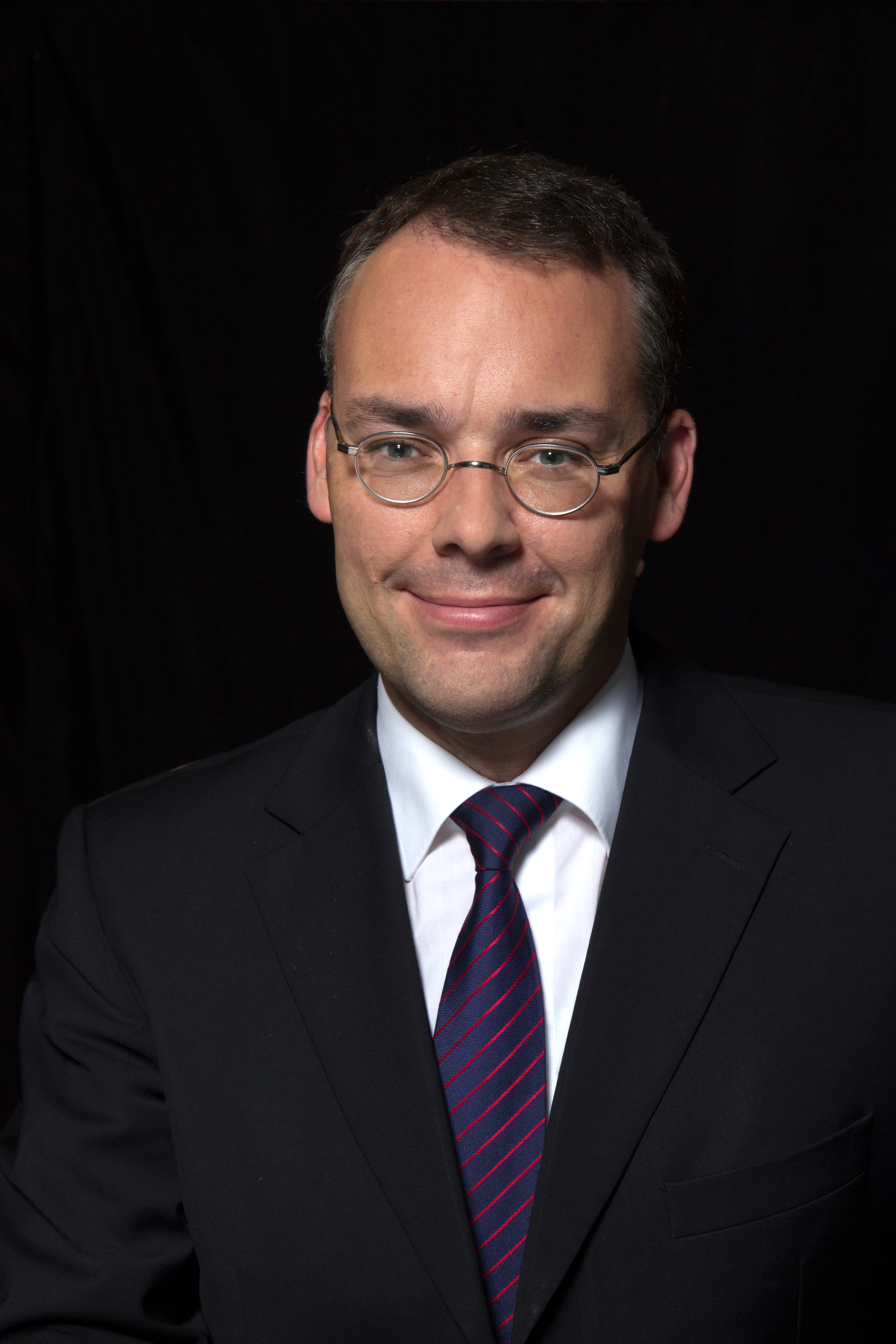
Peter Friedrich (2013)

Peter Friedrich (* 6. Mai 1972 in Karlsruhe) ist ein deutscher Politiker (SPD). Von 2011 bis 2016 war er Minister für Bundesrat, Europa und Internationale Angelegenheiten in Baden-Württemberg.

## Leben und Beruf
Nach dem Abitur 1991 am Thomas-Mann-Gymnasium Stutensee leistete Friedrich seinen Zivildienst ab und begann anschließend ein Studium der Verwaltungswissenschaft an der Universität Konstanz, das er als Diplom-Verwaltungswissenschaftler beendete.
2001 trat er als wissenschaftlicher Mitarbeiter in die Lernagentur Bodensee Impuls GmbH in Konstanz ein. 2004 wechselte er als Projektleiter für EU-Förderprogramme zur Translake GmbH in Konstanz.
Seit dem Ausscheiden aus der Politik ist er als Unternehmensberater tätig. Im Juni 2021 wurde er zum neuen Hauptgeschäftsführer der Handwerkskammer Region Stuttgart gewählt, die Stelle trat er am 1. März 2022 an.
Peter Friedrich ist verheiratet und hat zwei Kinder.

## Partei
Friedrich wurde schon als Schüler 1990 Mitglied der SPD. Er engagierte sich zunächst bei den Jusos, zu deren stellvertretendem Landesvorsitzenden er 1992 gewählt wurde, bis er schließlich 1997 Landesvorsitzender der Jusos in Baden-Württemberg wurde.
Friedrich gehört seit 1999 dem Landesvorstand und seit 2003 auch dem Präsidium der SPD Baden-Württemberg an. Von 2004 bis 2017 war er Vorsitzender des SPD-Kreisverbandes Konstanz. Von 2009 bis 2011 war er Generalsekretär der SPD Baden-Württemberg.

## Abgeordneter
Von 2005 bis 2011 war Friedrich Mitglied des Deutschen Bundestages. Hier war er Sprecher der Gruppe der jungen Abgeordneten „Youngsters“ in der SPD-Bundestagsfraktion.
Peter Friedrich zog 2009 erneut über die Landesliste Baden-Württemberg in den Bundestag ein. In dieser Legislaturperiode war er Beauftragter der SPD-Bundestagsfraktion für den Mittelstand und die Freien Berufe. Zudem war er Obmann der SPD-Fraktion in der Enquête-Kommission „Wachstum, Wohlstand, Lebensqualität“. Mit seinem Eintritt in das baden-württembergische Kabinett Kretschmann I legte er sein Bundestagsmandat nieder. Von 2013 bis 2016 war Peter Friedrich stellvertretender Landesvorsitzender der SPD Baden-Württemberg. Bei den Wahlen von 2016 verpasste er den Einzug in den Landtag von Baden-Württemberg.

## Öffentliche Ämter
Vom 12. Mai 2011 bis 11. Mai 2016 war Peter Friedrich als Minister für Bundesrat, Europa und internationale Angelegenheiten Baden-Württembergs im grün-roten Kabinett von Winfried Kretschmann tätig. In dieser Funktion war er auch Bevollmächtigter des Landes Baden-Württemberg beim Bund.